# 야나기사와 쇼
야나기사와 쇼(일본어: 柳沢 翔, 1982년 8월 10일 ~ )는 일본의 영상작가, 유채화가이다.